# Svarta gylet
Svarta gylet är en sjö i Kristianstads kommun i Skåne och ingår i Skräbeåns huvudavrinningsområde. Sjöns area är 0,02 kvadratkilometer och den befinner sig 100 meter över havet.